# 아레프 아레프키아

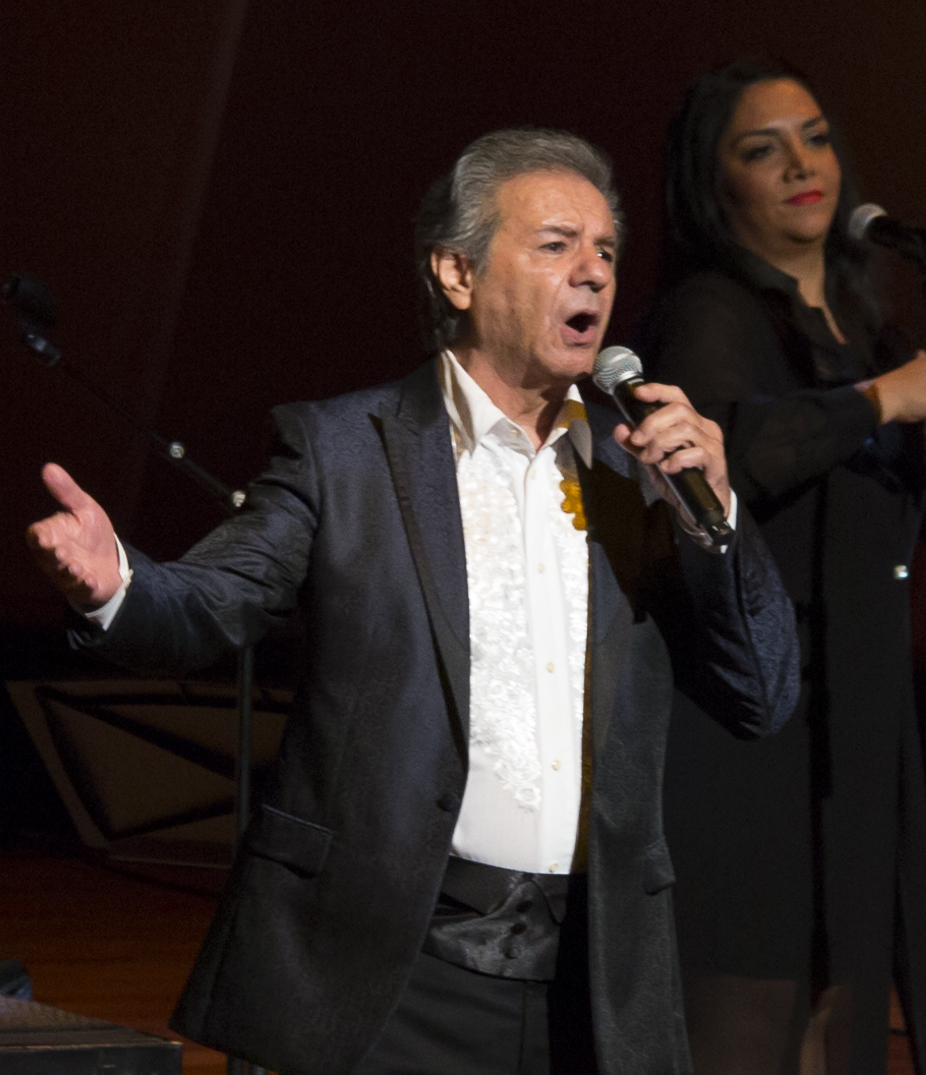
아레프 아레프키아

아레프 아레프키아(페르시아어: عارف عارف‌کیا, 영어: Aref Arefkia, 1941년 8월 15일 ~ ) 또는 아레프(Aref)는 이란의 원로 가수이며, 장르는 팝(pop)과 록(Rock)이다.

## 생애
1941년 테헤란에서 아르메니아 출신의 아버지와 아제르바이잔 출신의 어머니 사이에서 태어났으며, 어린 시절 바쿠에서 거주하면서 음악을 처음 접했다. 이후 1960년대 이란 음악계에 서양의 팝 음악을 전파해 새로운 변혁을 이끌었으며, 이란 혁명이 종료된 1979년 이란을 떠나 런던을 거쳐 로스앤젤레스로 이주해 활동하였다.
동방 정교회 교도이며, 한 명의 아들과 네 명의 딸을 두었다.